# نجا أليفة الملح
نجا أليفة الملح (الاسم العلمي:Najas halophila) هي نوع من النباتات تتبع جنس النجا من فصيلة الحب المائية.